# Chirita mishmiensis
Chirita mishmiensis är en tvåhjärtbladig växtart som beskrevs av Debbarman och Kalipada Biswas. Chirita mishmiensis ingår i släktet Chirita och familjen Gesneriaceae. Inga underarter finns listade i Catalogue of Life.